# Ratenský rajón
Ratenský rajón (ukrajinsky Ратнівський район) byl rajón ve Volyňské oblasti na Ukrajině. Hlavním městem bylo Ratne a rajón měl přibližně 52 tisíc obyvatel. 

## Sídla v rajónu
- Ratne
- Zabolotťa